# Ginnastica ai Giochi della XXXII Olimpiade - Cavallo
La finale al cavallo con maniglie alle Olimpiadi di Tokyo 2020 si è svolta all'Ariake Gymnastics Centre il 1º agosto.

## Podio
| Oro          | Argento      | Bronzo      |
| Max Whitlock | Lee Chih-kai | Kazuma Kaya |

## Qualificazioni
A causa della regola dei passaporti "two per country", l'accesso alla finale è consentito soltanto a due atleti per nazione.
Lee Chih-kai, Rhys McClenaghan e Kohei Kameyama si sono qualificati con 15.266 punti. In questi casi, secondo il regolamento, a prevalere è l’atleta che compie un’esecuzione migliore, rispetto a chi porta un coefficiente di difficoltà più alto.
| Pos. | Ginnasta         | Totale | Qual. |
| ---- | ---------------- | ------ | ----- |
| 1    | Lee Chih-kai     | 15.266 | Q     |
| 2    | Rhys McClenaghan | 15.266 | Q     |
| 2    | Kohei Kameyama   | 15.266 | Q     |
| 4    | Alec Yoder       | 15.200 | Q     |
| 5    | Max Whitlock     | 14.900 | Q     |
| 6    | Sun Wei          | 14.833 | Q     |
| 7    | Kazuma Kaya      | 14.833 | Q     |
| 8    | Daiki Hashimoto  | 14.766 | —     |
| 9    | David Beljavskij | 14.733 | Q     |
| 10   | Matvei Petrov    | 14.733 | R1    |
| 11   | Joe Fraser       | 14.666 | R2    |
| 12   | Zou Jingyuan     | 14.600 | R3    |

## Classifica
| Pos.    | Ginnasta         | D Score | E Score | Pen. | Totale |
| ------- | ---------------- | ------- | ------- | ---- | ------ |
| Oro     | Max Whitlock     | 7.000   | 8.583   | —    | 15.583 |
| Argento | Lee Chih-kai     | 6.700   | 8.700   | —    | 15.400 |
| Bronzo  | Kazuma Kaya      | 6.600   | 8.300   | —    | 14.900 |
| 4       | David Beljavskij | 6.400   | 8.433   | —    | 14.833 |
| 5       | Kohei Kameyama   | 6.800   | 7.800   | —    | 14.600 |
| 6       | Alex Yoder       | 6.400   | 8.166   | —    | 14.566 |
| 7       | Rhys McClenaghan | 6.400   | 6.700   | —    | 13.100 |
| 8       | Sun Wei          | 6.300   | 6.766   | —    | 13.066 |